# Hendrik I van Montfoort
Hendrik de Rover (overleden tussen 9 en 12 januari 1299) werd in 1280/81 benoemd tot eerste burggraaf van Montfoort, uit het geslacht De Rover (van Rode). De bijbehorende bezittingen waren onder andere Blokland, Willeskop, Heeswijk en Achthoven.
Zijn ouders waren Roelof II Rover van Rode, een zoon van Hendrik I van Mierlo, heer van Rode en Mierlo en Odila van Montfoort, een dochter van Willem Everard, kastelein van Montfoort. Hendrik was in 1262 gehuwd met een dochter van Zweder van Bosichem. Ze kregen minstens zes kinderen.
- Geertruida van Montfoort, huwde Gijsbrecht van Ruwiel
- Luitgarde van Montfoort, Huwde Albert of Alfred III van Wulven, heer van der Horst
- Zweder de Rover (1270-1330/31) 2e burggraaf van Montfoort
- Roelof de Rover van Montfoort (1285-1345) heer van Linschoten. Hij trouwde met Ada Symons van Benthem. Uit zijn huwelijk werd geboren:
  - Hadewig van Montfoort. Zij trouwde met Wouter van Isendoorn. Hij was een zoon van Willem I de Cock van Weerdenburg (1275-1318) en Mabelia van Arkel van Heukelom (1285-1317).
- Elisabeth van Montfoort
- Machteld van Montfoort[2]

## Oorsprong
In de volksverhalenbundel Merkwaardige kastelen staat een verhaal over Hendrik de Rover opgetekend, stammend uit 1450. Hendrik werd na het overlijden van zijn oudste broer (waarschijnlijk Hendrik I van Mierlo) voogd over zijn twee dochters. Deze twee dochters hadden hun erfrechten verpacht aan diverse geestelijke kapittels van o.a. Sint Oedenrode, Hilvarenbeek en Oirschot. Oom Hendrik was het hier niet mee eens en hield met een huurleger enkele plunderingen in de deze geestelijke huizen, twee kanunniken in Sint Oedenrode lieten het leven bij deze plunderingen, waardoor Hendrik de Rovere moest vluchten.
Door omzwervingen belandde hij in het Utrechtse land, sommige bronnen beweren dat door toedoen van zowel bisschop Jan II van Sierck als zowel Floris V van Holland hij door huwelijk met Oda of Odila van Montfoort burggraaf van Montfoort werd. Andere bronnen beweren dat de Montfoortse goederen in 1280 van Zweder van Bosichem waren en door huwelijk met zijn dochter de rechten aan Hendrik de Rovere kwamen en omdat Odila van Montfoort zijn moeder was.